# Guerra Ática
Na mitologia grega, a Guerra Ática é o conflito entre as amazonas e os atenienses sob o comando de Teseu. As amazonas buscavam Antíope, irmã da rainha morta, Hipólita. Antíope tinha sido sequestrada por Teseu. O exército de amazonas havia sido aniquilado pelas forças de áticas e Antíope morta.